# 이치기촌 (아이치현)
이치기촌(市木村)은 일본 아이치현 니시카모군에 설치되었던 촌이다. 현재의 도요타시의 일부에 해당한다.